# Tegeocranellus bosniae
Tegeocranellus bosniae är en kvalsterart som först beskrevs av Frank 1961.  Tegeocranellus bosniae ingår i släktet Tegeocranellus och familjen Tegeocranellidae. Inga underarter finns listade i Catalogue of Life.